# Эрменгол Уржельский
Эрменго́л (кат. Ermengol, лат. Hermengaudis; умер 3 ноября 1035) — епископ Уржеля (1010—1035). Святой, почитаемый Римско-католической церковью (день памяти — 3 ноября). Один из святых покровителей Уржельской епархии.

## Биография

### Ранние годы
Святой Эрменгол был сыном виконта Конфлана Берната. Его брат, Арнау, также был виконтом Конфлана, а дядя Салла — его предшественником на Уржельской кафедре. Дата рождения Эрменгола неизвестна. Местом его рождения предания называют селение Айгуатебию.
Первое упоминание о Эрменголе относится к 996 году, когда он назван в одном из документов архилевитом. Являясь близким другом графа Уржеля Эрменгола I Кордовца, святой Эрменгол стал его кандидатом на занятие кафедры Уржеля после возможной близкой смерти слабого здоровьем епископа Саллы. В 1003 году между Эрменголом I и Саллой было заключено соглашение, по которому в обмен на 100 золотых монет или товары на сумму в 200 золотых монет, а также на принесение графом вассальной присяги епископу за те владения, которые граф держал от имени Уржельской епархии, святой Эрменгол был объявлен Саллой своим преемником в сане епископа Уржеля. С этого времени Эрменгол называется в документах архидиаконом и коадъютором Уржельской епархии.

### Епископ Уржеля
После смерти епископа Саллы в сентябре 1010 года святой Эрменгол стал главой Уржельского епископства. Дата его интронизации неизвестна. Впервые он упоминается как епископ Уржеля в документе, датированном 6 ноября этого года. Вскоре после вступления Эрменгола на епископскую кафедру, в присутствии графа Барселоны Рамона Борреля I и графа Урхеля Эрменгола II, членов их семей и большого числа знатных лиц и представителей каталонского и лангедокского духовенства, в Сео-де-Уржеле состоялся поместный собор Нарбоннского диоцеза. Это собрание историки считают одним из первых проявлений каталонского регионального единства, возглавляемого графами Барселоны. На соборе 16 ноября по инициативе святого Эрменгола была восстановлена община каноников в кафедральном соборе Санта-Мария-де-Урхель. В документе, подписанном Рамоном Боррелем I и Эрменголом II в связи с этим событием, графы передали главе Уржельской епархии права на Сео-де-Уржель, соответствующие статусу светского правителя этого города.
К 1010 году относится и так называемое «чудо в Иворре», с точки зрения Римско-католической церкви доказывающее истинность таинства евхаристии. Согласно церковному преданию, приходской священник церкви в Иворре, Бернат Оливер, сомневался в евхаристии, однако, когда он в очередной раз проводил этот обряд, вино в чаше чудесным образом превратилось в кровь и её было так много, что она залила весь алтарь и пол церкви. Бернат Оливер тут же уверовал в евхаристию, а немедленно прибывший в Иворру епископ Эрменгол объявил случившееся чудом. По его повелению все реликвии, связанные с этим событием, были тщательно собраны и часть из них сохранилась до нашего времени, являясь объектом паломничества католиков.
В конце 1011 — первой половине 1012 года святой Эрменгол вместе с графом Эрменголом II посетил Рим. Здесь епископ Уржеля получил от папы римского Сергия IV буллу, признававшую случившееся в Иворре чудом и дававшую привилегии основанному здесь в прошлом году монастырю Санта-Мария-де-Иворра. Также святой Эрменгол получил от папы Сергия несколько реликвий, а от его преемника, папы Бенедикта VIII, ещё две буллы: одну с привилегиями для общины каноников кафедрального собора Санта-Мария-де-Уржель, другую с подтверждением всех имущественных и территориальных владений Уржельской епархии (в том числе, о включении в церковную юрисдикцию епископства земель графства Рибагорса и о праве уржельских епископов на светскую власть над городом Сео-де-Уржель).
24 ноября 1017 года святой Эрменгол возглавил церемонию интронизации нового епископа Роды Борреля. Вместе с епископом Каркассона Адальбертом и епископом Комменжа Петром он посвятил Борреля в сан, а затем получил от него, с согласия графа Рибагорсы Гильема II, клятву верности, в которой епископ Роды признавал свою епархию подчинённой Уржельскому епископству. Это первый в истории Каталонии IX—XI веков акт признания главой одной из каталонских епархий над собой власти иерарха, не имеющего сана архиепископа и не возглавляющего митрополию. Историки считают, что это стало возможно только потому, что в это время кафедра Нарбоннского архиепископства, являвшегося митрополией для каталонских епархий, была вакантна, а территория епископства Рода недавно подверглась атаке мусульман.
Из документов судебного заседания, состоявшегося 5 ноября 1024 года, известно об участии епископа Эрменгола в Реконкисте: незадолго до этой даты он во главе уржельского войска отвоевал у мавров Гисону и присоединил её к свой епархии.
Находясь в очень дружественных отношениях с графом Эрменголом II, епископ Уржеля получил от графа множество различных дарений, в том числе несколько поселений и вилл. Сам святой Эрменгол основал монастыри Санта-Хулиа-де-Коанер (1024 год) и Сан-Пере-де-Портелья (1035 год), а также начал строительство нового здания кафедрального собора, церкви Санта-Мария-де-Уржель, которое сохранилось до наших дней. Благодаря поддержке графа Уржеля, Эрменгол успешно боролся с попытками каталонских феодалов присвоить себе имущество и владения Уржельской епархии.
Святой Эрменгол погиб 3 ноября 1035 года, упав со строительных лесов и разбившись о прибрежные камни, когда слишком рьяно стал подгонять рабочих, строивших у Эль-Пон-де-Бара новый мост через реку Сегре. Его преемником на кафедре Уржеля стал епископ Эрибо.

### Посмертное почитание
Почитание епископа Эрменгола в Уржельской епархии началось сразу после его смерти. Согласно преданиям, уже гибель Эрменгола сопровождалась чудесами, доказывавшими его святость, а весной 1036 года только молитвы, обращённые уржельцами к умершему епископу, положили конец сильной засухе. В 1041 году схоластиком Боррелем было написано «Житие Эрменгола» («Vita Ermengaudus»), а к 1043 году относится первое упоминание о праздновании в Сео-де-Уржеле 3 ноября дня памяти Эрменгола. 20 мая 1046 года епископ Уржеля Гильем Вифред торжествено объявил Эрменгола святым Урхельской епархии, после чего культ святого Эрменгола начал распространяться по всей Каталонии.
В изданных в 1487 году в Венеции и в 1536 году в Валенсии молитвенниках содержались описания литургических обрядов в честь святого Эрменгола, в которых он упоминался как защитник от засухи. В 1867 году папа римский Пий IX канонизировал Эрменгола и включил его имя в мартирологи для поминовения.
С середины XI века мощи святого Эрменгола находились в кафедральном соборе Сео-де-Уржеля, однако в 1936 году во время Гражданской войны в Испании они были утеряны. В память о святом с 1957 года в Сео-де-Уржеле проходит специальный культурно-исторический фестиваль (Rataule de Sant Ermengol).